# روهامپتون
latitudeروهامپتونlongitudeروهامپتون
روهامپتون (به انگلیسی: Roehampton) یک ناحیه در لندن است که در منطقه واندزوورث لندن واقع شده‌است.

## خصوصیات
روهامپتون ۱۶٬۱۳۲ نفر جمعیت دارد.